# Революционные трибуналы
Революционные трибуналы (ревтрибуналы) — чрезвычайные судебные органы, существовавшие в Советской России и некоторых других советских республиках в период с 1917 года по конец 1922. 
Ревтрибуналы, наряду с ВЧК и местными чрезвычайными комиссиями, являлись органами, осуществлявшими красный террор. Как отмечает академик А. И. Фурсов, народные суды и ревтрибуналы судили по классовому принципу и исходили из презумпции виновности буржуазного подсудимого, то есть: „Если ты буржуй, то ты автоматически виноват“.

## История
22 ноября 1917 года Совет народных комиссаров (СНК) издал Декрет о суде № 1. Данным документом на территории республики были созданы 
рабочие и крестьянские революционные трибуналы для борьбы против контрреволюционных сил в видах принятия мер ограждения от них революции и её завоеваний, а равно для решения дел о борьбе с мародерством и хищничеством, саботажем и прочими злоупотреблениями торговцев, промышленников, чиновников и прочих лиц.

Председатель Московского революционного трибунала, один из создателей ВЧК Яков Христофорович Петерс

Декрет о суде № 1 уточнило принятое «Руководство для устройства революционных трибуналов», которое было опубликовано наркоматом юстиции 28 ноября 1917 года в «Известиях ЦИК и Петроградского Совета рабочих и солдатских депутатов» (№ 238).

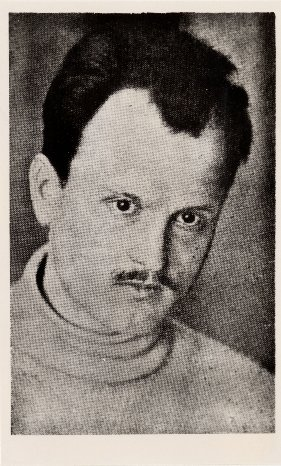
Председатель Революционного военного трибунала Карл Юлий Христианович Данишевский

Декретом 4 мая 1918 года «О революционных трибуналах» на данные чрезвычайные органы было возложено также рассмотрение дел о шпионаже, погромах, взяточничестве, подлогах, неправомерном использовании документов, хулиганстве. Трибуналы в мелких населённых пунктах и гарнизонах упразднялись, предписывалось сохранить их лишь в губернских городах, на крупных узловых станциях и в промышленных центрах.
Для рассмотрения дел «исключительной важности» 16 мая 1918 года был создан Революционный трибунал при ВЦИК, избиравшийся в составе председателя и шести членов.
Первоначально приговоры революционных трибуналов не подлежали обжалованию, однако, в случае нарушения установленных форм судопроизводства или обнаружения признаков явной несправедливости приговора Народный комиссариат юстиции имел право обратиться во ВЦИК с предложением назначить вторичное рассмотрение дела. Кассационное обжалование и принесение протестов на приговоры ревтрибуналов были установлены Декретом ВЦИК от 11 июня 1918 года, на основании которого при ВЦИК был создан кассационный отдел.
Постановление Народного комиссариата юстиции от 3 июня 1918 года установило, что ревтрибуналы при выборе мер борьбы с контрреволюцией, саботажем и другими опасными преступлениями не связаны никакими ограничениями, за исключением случаев, когда в законе определена мера в выражениях «не ниже» такого-то наказания.
Смертная казнь в стране была отменена 26 октября 1917 г. решением Второго Всероссийского съезда советов рабочих и солдатских депутатов. 13 июня 1918 г. был принят декрет об отмене моратория на исключительную меру наказания. С этого момента расстрел мог применяться по приговорам революционных трибуналов (во внесудебном порядке он начал производиться начиная с февраля 1918 г.). Первым обвиняемым, в отношении которого он был вынесен официально, стал потомственный дворянин, капитан 1-го ранга Алексей Щастный, не признавший свою вину; при этом хорошо известно, что доказательства, выдвинутые против него со стороны обвинения, были довольно слабыми. Троцкий лично присутствовал при вынесении вердикта, тайна совещательной комнаты была тем самым нарушена им. 
Капитан был казнён в 4.40 утра 22 июня 1918 года, прямо во дворе Александровского училища, где его держали последние дни под защитой латышских стрелков. Троцкий боялся, что моряки-балтийцы, узнав о приговоре, попытаются освободить своего командира, эти опасения имели все основания — на флоте суд над Щастным вызвал бурю негодования. 
Отряд, приведший приговор в исполнение, был сформирован из китайцев, ничего не знавших о том, кто стоит перед ними; командовал бойцами русский — Андриевский, он получил указание: «Сегодня дело особое. Вы будете расстреливать адмирала Щастного. Чтобы его сторонники не перехватили его или потом не вырыли труп, необходимо его расстрелять не в обычном месте, а во дворе Александровского училища». Стоявший в темноте военачальник специально держал перед грудью белую фуражку для того, чтобы они не промахнулись.
2 сентября 1918 года на основании постановления Всероссийского Центрального исполнительного комитета был создан Революционный военный совет республики, который 14 октября 1918 года издал приказ № 94, п. 11 которого гласил: «Сформировать Военно-революционный трибунал при Революционном военном совете республики под председательством т. Данишевского и членов тт. Мехоношина и Аралова».
В постановлении ВЦИК принятом в феврале 1919 г. говорилось, что вызов или невызов свидетелей, равно как допущение или недопущение защиты и обвинения при рассмотрении дела зависит от самого трибунала.
Принципы организации и деятельности революционных трибуналов регулировались Положением, принятым ВЦИК 12 апреля 1919 года. Революционные трибуналы создавались во всех губернских городах (по одному на каждую губернию), а также в крупных городах; они состояли из председателя и двух членов, которые избирались местными Советами или исполкомами из числа ответственных политических работников. Для рассмотрения кассационных жалоб и протестов на приговоры революционных трибуналов был создан кассационный трибунал при ВЦИК (в составе председателя, двух членов и члена-докладчика, назначавшихся ВЦИК).

Уполномоченный ВЦИК, посетивший в 1919 году станицу Урюпинскую Хопёрского округа докладывал:
 «Смертные приговоры сыпались пачками, причём часто расстреливались люди совершенно невинные, старики, старухи, дети. … Расстреливали по подозрению в спекуляции, шпионстве. Достаточно было ненормальному в психическом отношении [председателю ревтрибунала] Демину во время заседания трибунала заявить, что ему подсудимый известен как контрреволюционер, чтобы трибунал, не имея никаких других данных, приговаривал человека к расстрелу…»
Завершение Гражданской войны и последовавшее за этим изменение социальных условий в стране вызвали необходимость проведения судебной реформы. 11 ноября 1922 года ВЦИК утвердил Положение о судоустройстве РСФСР, которое ликвидировало разделение советской юстиции на народные суды и ревтрибуналы. С принятием этого акта, все ревтрибуналы были заменены губернскими судами; в действующей армии при всех фронтах, округах, корпусах, а также дивизиях вводилась единая система создававшихся заново военных трибуналов.